# Dichroma equestralis
Dichroma equestralis là một loài bướm đêm trong họ Geometridae.